# Fernando Da Cruz
Fernando Da Cruz,né le 25 mars 1972 à Villeneuve-d'Ascq, est un footballeur français reconverti entraîneur.

## Biographie
Fernando Da Cruz nait à Villeneuve d’Ascq en 1972.

### Footballeur amateur international de futsal
En novembre 1998, Da Cruz fait partie de la l'équipe de France de futsal qui dispute les éliminatoires du Championnat d'Europe 1999.
En septembre 2003, joueur de l'IC Croix, Fernando Da Cruz est retenu pour le stage de pré-saison de l'équipe de France de futsal par le sélectionneur James Doyen.
En janvier 2004, il inscrit un but contre les Pays-Bas lors des éliminatoires pour l'Euro 2005. En fin d'année, le capitaine des Bleus joue pour l'équipe semi-professionnelle belge de Tournai et compte 42 sélections.
Capitaine emblématique de l’équipe de France de futsal entre 1998 et 2006, il totalise 55 sélections.

### Entraîneur et formateur
Des étés 2000 à 2005, Fernando Da Cruz est entraîneur au sein du centre de formation du LOSC Lille. Pour la saison 2005-2006, il est entraîneur principal de l'Iris Club de Croix. Il devient ensuite adjoint de Reynald De Baets à l'ES Wasquehal en CFA2 puis CFA durant deux années sportives. En juillet 2008, il réintégre le LOSC comme recruteur puis entraîneur U17 et ensuite U19.
Entre 2012 et 2014, Fernando Da Cruz est entraîneur adjoint d'Arnaud Dos Santos puis de Rachid Chihab au Royal Mouscron-Péruwelz. En décembre 2014, directeur du centre de formation et toujours adjoint, il est nommé entraîneur principal par intérim, assurant la suite de Rachid Chihab. Malgré une seule victoire en neuf matchs, il parvient à sauver le club de la relégation de première division dans un contexte difficile. Lors des playoffs 2, il mène l'équipe à la deuxième place de son groupe avec un effectif composé de 21 joueurs en fin de contrat ou en prêt. À l'issue de la saison, il redevient directeur du centre de formation.
Début 2016, Fernando Da Cruz devient recruteur du centre de formation du LOSC Lille. Fin 2017, il occupe le poste de coordinateur du recrutement du centre de formation. Après la suspension de Marcelo Bielsa du poste d'entraîneur du club lillois, il fait partie de la cellule technique composée pour prendre en charge l'effectif professionnel. L'équipe gagne notamment à Lyon et remporte sept points.
Ensuite, entre 2018 et 2020, il devient directeur du développement du centre de formation et prend la tête de l'équipe réserve du club, reléguée de N2 en N3 au terme de la deuxième saison. En juillet de la même année, il est nommé entraîneur principal du Royal Excel Mouscron, en remplacement de Bernd Hollerbach, club racheté par Gérard Lopez, propriétaire du LOSC. L'équipe est composée de plusieurs joueurs prêtés par le LOSC. Dès le 19 octobre, il est démis de ses fonctions pour manque de résultats : aucune victoire et trois matchs nuls en neuf matches de championnat.

## Palmarès
55 sélections en équipe de France futsal  (1998-2006)